# Retablo mayor de la Seo

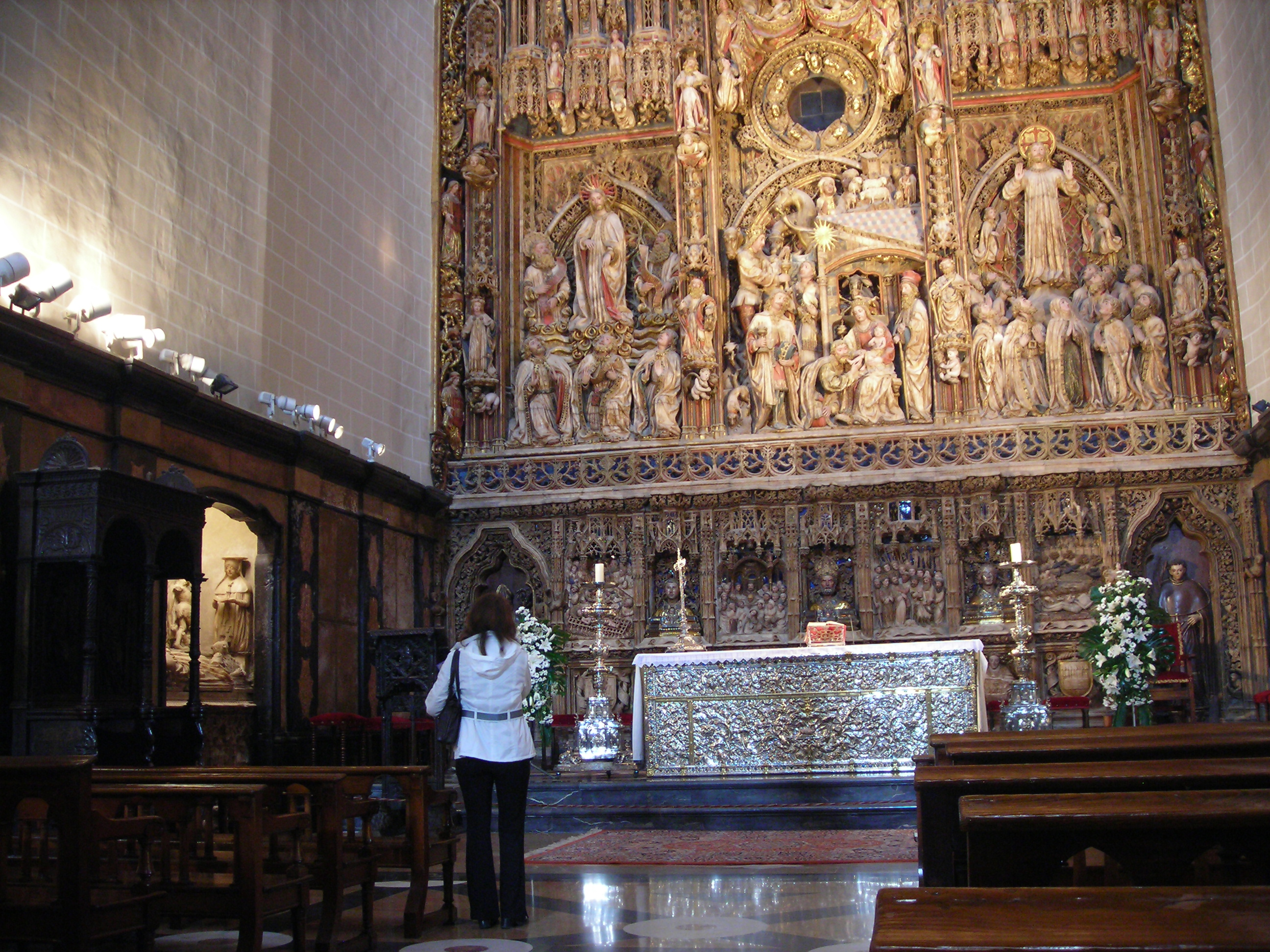
Retablo mayor de la Seo.

El retablo mayor de la Catedral del Salvador de Zaragoza se encuentra en la Capilla Mayor o Presbiterio de la Seo. Fue tallado entre 1434 y 1480 en dos fases, la primera a cargo de Pere Johan (de cuya obra se conservan sotabanco y banco) y, a partir de 1467, por Hans de Suabia, que se ocupó de las escenas centrales. También trabajaron en los pináculos Francisco Gomar y en el remate de las figuras del guardapolvo Gil Morlanes el Viejo. Se la considera una de las obras más logradas del arte gótico europeo y la joya más preciada de la catedral. Sus dimensiones son 16 × 10 metros.

## Historia

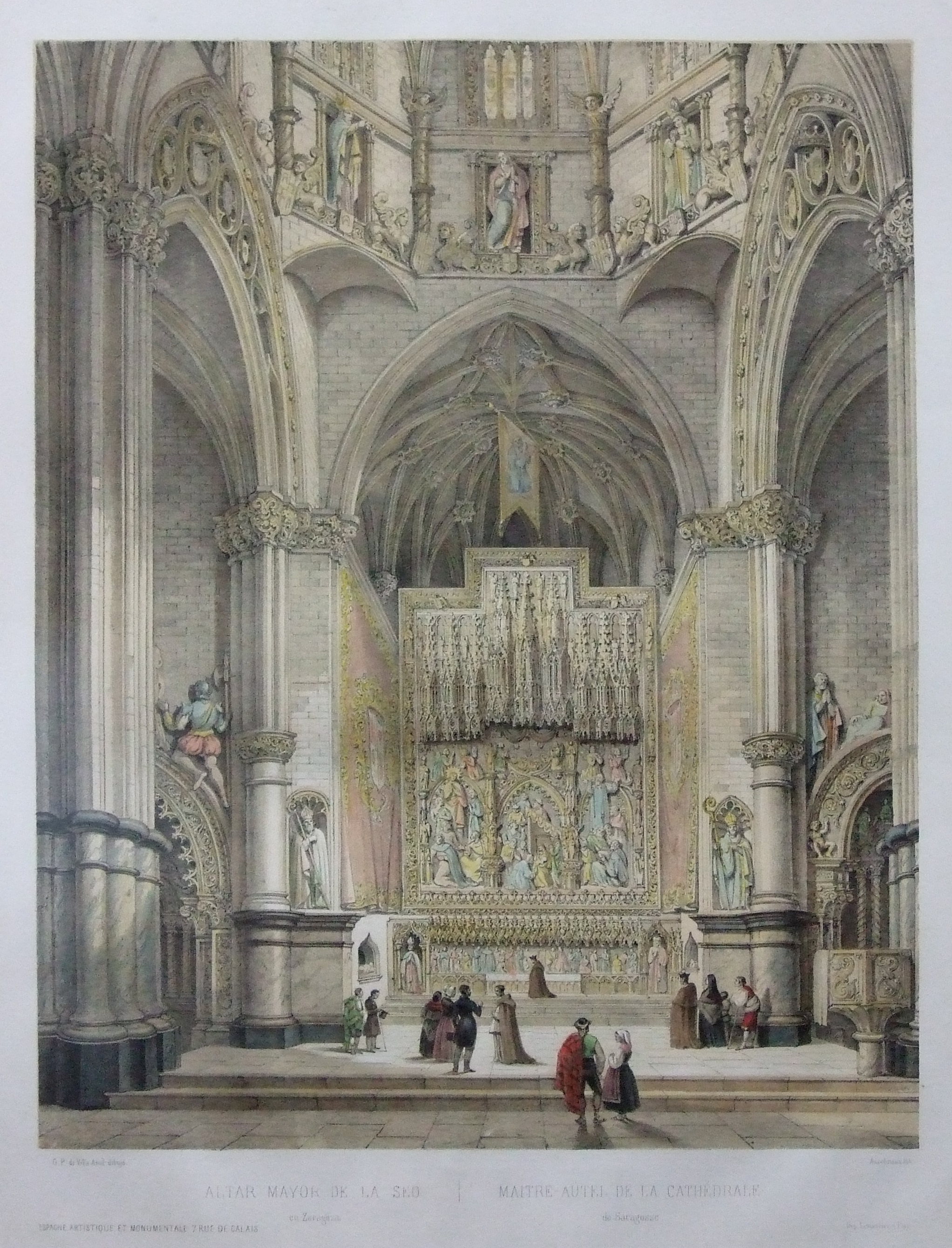
Aspecto del presbiterio de la Seo en 1842.

La obra fue promovida por el arzobispo-mecenas Dalmau de Mur, quien llamó al reconocido escultor Pere Johan —con quien había trabajado en la catedral de Tarragona— a labrar, en alabastro policromado de Gelsa, el sotabanco y el banco (1434-1440). Sobre ese basamento el autor emprendería posteriormente la talla del cuerpo del retablo, tallado en madera y cerrado con puertas. Por tanto el proyecto inicial del retablo consistía en un sotabanco y banco hechos de alabastro policromados; sobre él un cuerpo de tres calles con escenas talladas en madera separadas por entrecalles de alabastro. El cuerpo principal se mantendría cerrado, salvo en las grandes conmemoraciones litúrgicas, por dos grandes puertas de madera.
Las capitulaciones suscritas entre Pere Johan y el arzobispo Dalmau de Mur dictaban, en otras cosas, lo siguiente:

Primerament que el dito Pere Johan continue las obra del dito retaulo, el qual ya yes comeneado, e obre aquel con las istorias et en la forma por los ditos senyor e capitol con el concordadas, ejure no partir de la ciudat de Caragoqa durant la obra del dito retaulo daquia que sia acabado de piedra e de fusta, e posado con toda su perfeccion fins pintar, segun yes concordado, sínlicencia demandada e obtenida del dito senyor, e sí sera absent, de su vicario general.

Item, el dito senyor arcebispe e su capitol prometen dar al dito Pere Johan por sus trebaslos, todos los días que obrara en cascun día seys sueldos jaqueses...

Item, el díto senyor e capítol prometen que toda hora que el díto retaulo sera acabado de piedra e defusta con sus ístorias, segun yes, fins sera posado con toda su perfeccin, del pintar de colores e de oro, le daran ultra sus jornales e precios e salaríos de aquellos, mil florines doro pagaderos segunt se sigue: que cada e quando el dito en Pere Johan havra feyta una istoria, reciba CL. florines; feyta la otra, otros CL. e feyta la tercera, otros CL. florines, e que los restantes cientos cincuenta ha quando todo el retaulo sera acabado de obrar esposar, segunt de suso sefaze mencion.

El cuerpo principal del retablo fue tallado en madera por el propio Pere Johan entre 1441 y 1445, en un estilo gótico-flamígero, sin conocer con exactitud los temas y composición de las escenas. Dichas escenas, seguramente tres, estaban separadas por pilares de alabastro. En el centro del retablo se situó la imagen, también en alabastro, de Dios Padre bendiciendo. La talla de los pináculos de coronación del retablo las llevó a cabo el maestro Francí Gomar en 1457, también en madera.
En 1467 el escultor alemán Hans de Suabia (Hans Pieter Danzer o Hans Piet Danso, como aparece nombrado en los contratos de la época) fue contratado por el arzobispo D. Juan I de Aragón para sustituir las escenas de madera del cuerpo del retablo por otras de alabastro. El cuerpo central representa la adoración de los magos y las laterales la transfiguración de Cristo y la ascensión a los cielos. Hans de Suabia finalizó la obra en 1474 (trabajando apenas sin ayuda) y cobró ciento cincuenta florines al terminar cada una de ellas. Poco después firmó un contrato para trabajar la parte superior cubierta por grandes doseletes góticos.
La inesperada muerte de Hans de Suabia en 1478 llevó a su discípulo, Gil Morlanes el Viejo a tallar y dorar las figuras del guardapolvo. Realizó también un receptáculo para el sagrario catedralicio.

## Descripción

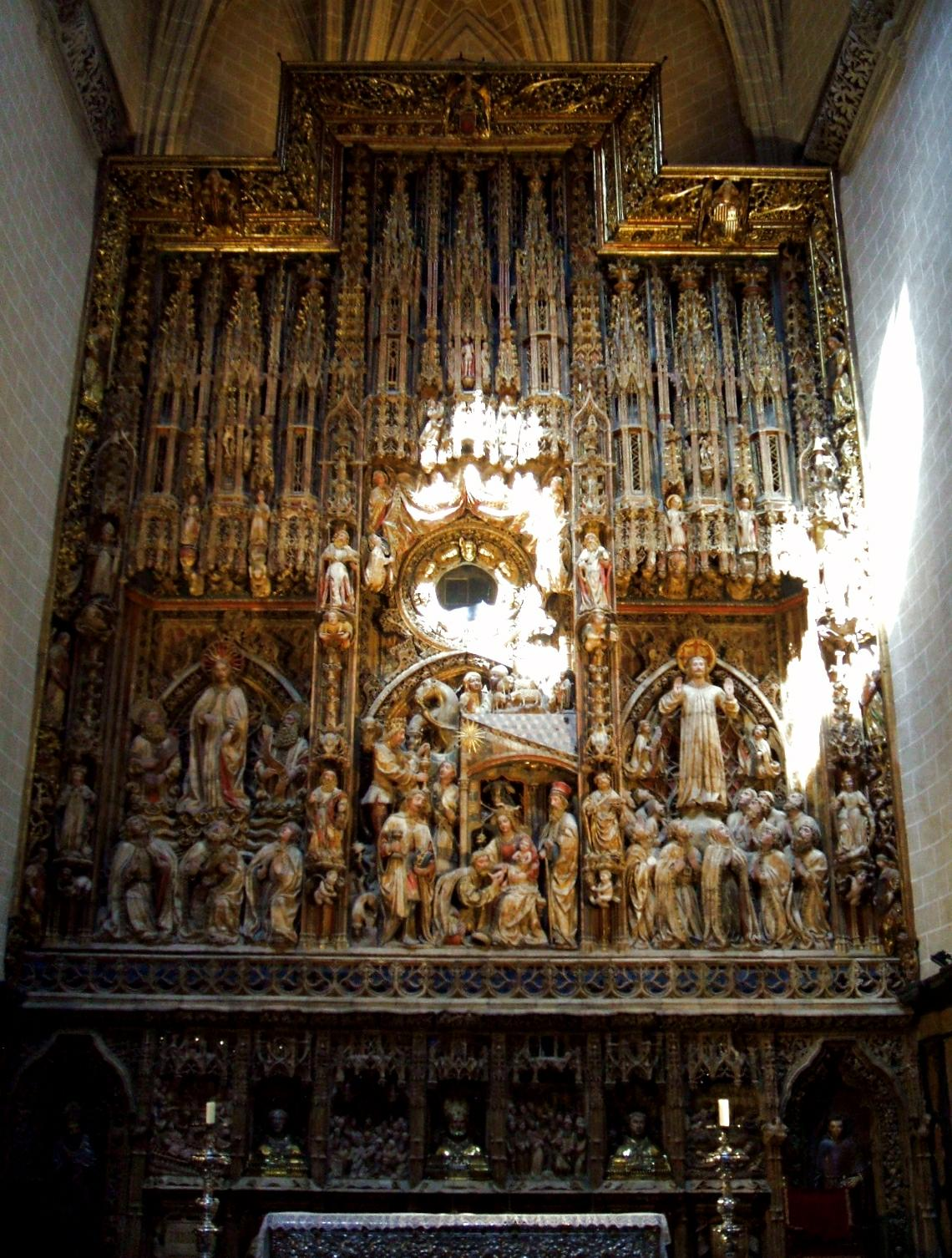
Vista general del Retablo mayor.

En el sotabanco pueden apreciarse los escudos del arzobispo y del cabildo catedralicio. Las antiguas puertas laterales, que daban paso a una pequeñísima sacristía situada en el ábside, están ocupadas actualmente por dos imágenes de alabastro que representan a S. Valero y a S. Vicente.
En el banco se encuentran cuatro escenas de la vida de santos aragoneses, son:
- El martirio de San Lorenzo en la parrilla
- El milagro de la endemoniada ante el relicario de San Valero en la Seo
- San Valero y San Vicente interrogados por el prefecto Daciano en Valencia
- La "invención" del cuerpo de San Vicente en las afueras de Valencia

Entre ellas se encuentran tres nichos destinados, precisamente, a albergar los magníficos bustos-relicarios de san Valero, san Vicente mártir y san Lorenzo, donadas por Benedicto XIII. Están realizados en plata y esmalte.
En el cuerpo del retablo permanecen en pie cuatro pilares de alabastro —tallados por Pere Johan— que estructuran las tres calles, con ocho mensulones en sus frentes, sostenidos por figuras de niños y ángeles músicos que a la vez soportan sobre sus cabezas las imágenes de santos y sus atributos identificadores. Destaca un bellísimo marco de alabastro que encuadraba al Padre Eterno en actitud bendecidora, centro de la escena principal. Juan de Aragón, arzobispo entre 1458 y 1475, retiró esta imagen —expuesta en el Museo Nacional de Arte de Cataluña— para transformar el hueco en óculo expositor, en marzo de 1473.
Las tres escenas principales, talladas por Hans de Suabia y que sustituyeron a las de madera, destacan por su grandiosidad y su gran calidad técnica. Son obras naturalistas con tipos de claro carácter germánico. La más cuidada es la central, dedicada a la Epifanía, advocación de la catedral. Esta escena emplea una estampa como modelo compositivo y gozó de gran popularidad entre la población aragonesa del siglo XV. Las otras escenas, dedicadas a la Transfiguración y a la Ascensión, son casi simétricas.